# Юрвиллер (Пикардия)
Юрвилле́р (фр. Urvillers) — коммуна во Франции, находится в регионе Пикардия. Департамент коммуны — Эна. Входит в состав кантона Рибмон. Округ коммуны — Сен-Кантен.
Код INSEE коммуны — 02756.

## Население
Население коммуны на 2010 год составляло 610 человек.
| 1962 | 1968 | 1975 | 1982 | 1990 | 1999 | 2010 |
| ---- | ---- | ---- | ---- | ---- | ---- | ---- |
| 528  | 539  | 545  | 650  | 623  | 591  | 610  |

## Экономика
В 2010 году среди 409 человек трудоспособного возраста (15—64 лет) 297 были экономически активными, 112 — неактивными (показатель активности — 72,6 %, в 1999 году было 72,2 %). Из 297 активных жителей работали 268 человек (137 мужчин и 131 женщина), безработных было 29 (18 мужчин и 11 женщин). Среди 112 неактивных 33 человека были учениками или студентами, 53 — пенсионерами, 26 были неактивными по другим причинам.